# 南貢德爾地區
南貢德爾地區（Debub Gondar Zone）是埃塞俄比亞阿姆哈拉州的10個地區之一，以城市貢德爾]命名，面積14,337.53平方公里，南面是東戈賈姆地區，西南面與西戈賈姆地區和巴赫達爾接壤，西臨塔納湖，北臨北貢德爾地區，東北面是瓦格哈姆拉地區，東臨北沃洛地區，東南面是南沃洛地區。根據埃塞俄比亞中央統計局2005年的資料，南貢德爾人口約2,426,123，其中男性1,231,219人，女性1,194,904人，8.3%居民住在市區，人口密度為每平方公里169.21人。